# 中国电影华表奖优秀合拍片
中国电影华表奖优秀合拍片是华表奖奖项之一，以港台以及海外制片单位与内地联合摄制的故事片。

### 2010年代
| 年份   | 屆次   | 作品                | 合拍国家/地区   |
| ------ | ------ | ------------------- | --------------- |
| 2015年 | 第16届 | 《捉妖记》          | 香港            |
| 2015年 | 第16届 | 《华丽上班族》      | 香港            |
| 2015年 | 第16届 | 《狼图腾》          | 法國            |
| 2015年 | 第16届 | 《可爱的你》        | 香港            |
| 2015年 | 第16届 | 《智取威虎山》      | 香港            |
| 2015年 | 第16届 | 《黄金时代》        | 香港            |
| 2015年 | 第16届 | 《扫毒》            | 香港            |
| 2015年 | 第16届 | 《窃听风云3》       | 香港            |
| 2015年 | 第16届 | 《刺客聂隐娘》      | 香港 · 臺灣地區 |
| 2015年 | 第16届 | 《激战》            | 香港            |
| 2015年 | 第16届 | 《太平轮》          | 香港            |
| 2015年 | 第16届 | 《救火英雄》        | 香港            |
| 2015年 | 第16届 | 《夜莺》            | 法國            |
| 2013年 | 第15届 | 《桃姐》            | 香港            |
| 2013年 | 第15届 | 《寒战》            | 香港            |
| 2013年 | 第15届 | 《一代宗师》        | 香港            |
| 2013年 | 第15届 | 《十二生肖》        | 香港            |
| 2013年 | 第15届 | 《龙门飞甲》        | 香港            |
| 2013年 | 第15届 | 《听风者》          | 香港            |
| 2013年 | 第15届 | 《爱Love》          | 臺灣地區        |
| 2013年 | 第15届 | 《圣诞玫瑰》        | 香港            |
| 2013年 | 第15届 | 《画皮2》           | 香港            |
| 2013年 | 第15届 | 《窃听风云2》       | 香港            |
| 2011年 | 第14屆 | 《十月围城》        | 香港            |
| 2011年 | 第14屆 | 《孔子》            | 香港            |
| 2011年 | 第14屆 | 《风声》            | 臺灣地區        |
| 2011年 | 第14屆 | 《海洋天堂》        | 香港            |
| 2011年 | 第14屆 | 《叶问2：宗师传奇》 | 香港            |
| 2011年 | 第14屆 | 《岁月神偷》        | 香港            |
| 2011年 | 第14屆 | 《单身男女》        | 香港            |
| 2011年 | 第14屆 | 《剑雨》            | 、              |

### 2000年代
| 年份   | 屆次    | 作品             | 合拍国家/地区 |
| ------ | ------- | ---------------- | ------------- |
| 2009年 | 第13屆  | 《赤壁》         | 、            |
| 2009年 | 第13屆  | 《画皮》         | 、            |
| 2009年 | 第13屆  | 《叶问》         | 香港          |
| 2009年 | 第13屆  | 《非诚勿扰》     | 香港          |
| 2009年 | 第13屆  | 《长江七号》     | 香港          |
| 2009年 | 第13屆  | 《白银帝国》     | 香港          |
| 2007年 | 第12屆  | 《宝葫芦的秘密》 | 美国          |
| 2007年 | 第12屆  | 《老港正传》     | 香港          |
| 2007年 | 第12屆  | 《神话》         | 香港          |
| 2007年 | 第12屆  | 《霍元甲》       | 香港          |
| 2007年 | 第12屆  | 《夜。上海》     | 日本          |
| 2007年 | 第12屆  | 《女人本色》     | 香港          |
| 2007年 | 第12屆  | 《墨攻》         | 香港          |
| 2005年 | 第11屆' | 《天下无贼》     | 香港          |
| 2005年 | 第11屆' | 《关于爱》       | 日本          |
| 2005年 | 第11屆' | 《早熟》         | 香港          |
| 2004年 | 第10屆  | 《双雄》         | 香港          |
| 2004年 | 第10屆  | 《飞鹰》         | 、            |
| 2004年 | 第10屆  | 《忘不了》       | 香港          |
| 2003年 | 第9屆   | 《英雄》         | 、            |
| 2002年 | 第8屆   | 《天脉传奇》     | 、            |
| 2001年 | 第7屆   | 空缺             |               |
| 2000年 | 第6屆   | 《西洋镜》       | 美国          |

### 1990年代
| 年份   | 屆次  | 作品               | 合拍国家/地区 |
| ------ | ----- | ------------------ | ------------- |
| 1999年 | 第5屆 | 《长江》           | 香港          |
| 1998年 | 第4屆 | 《八十天环游地球》 | 德国          |
| 1997年 | 第3屆 | 《情人的眼泪》     | 香港          |
| 1996年 | 第2屆 | 《变脸》           | 香港          |
| 1995年 | 第1屆 | 《二嫫》           | 香港          |

## 广播电影电视部优秀影片奖
| 年份   | 作品     | 合拍国家/地区 |
| ------ | -------- | ------------- |
| 1993年 | 《股疯》 | 香港          |

## 相关链接
- 第十四届中国电影华表奖新浪专题（页面存档备份，存于）
- 第十三届中国电影华表奖新浪专题（页面存档备份，存于）
- 第十二届中国电影华表奖新浪专题（页面存档备份，存于）
- 第十一届中国电影华表奖搜狐专题